# Nova Amsterdam

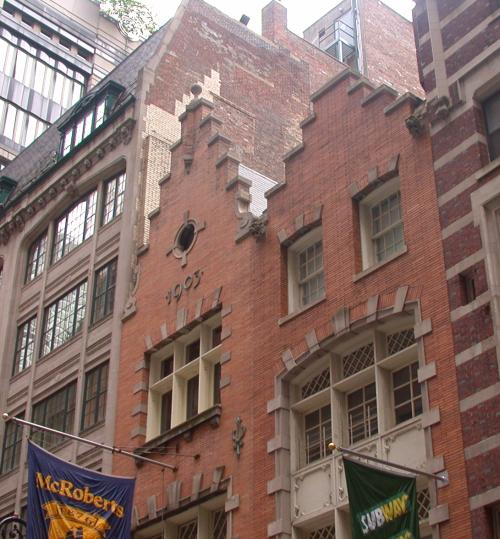
Cases d'estil neerlandès, bastides al començament del a Pearl Street a Manhattan, recordant l'origen neerlandès de la ciutat. De la colònia del, no en resten més que vestigis arqueològics.

Nova Amsterdam (en neerlandès Nieuw-Amsterdam) era el nom de l'assentament fortificat del segle xvii a la colònia de Nous Països Baixos i que acabaria esdevenint la ciutat de Nova York. Va ser fundada el 1625 per la Companyia Holandesa de les Índies Occidentals i estava localitzada a la punta sud de l'illa de Manhattan. Aquest era un punt estratègic i fortificable i la seva finalitat era defensar l'accés fluvial a les operacions de comerç de pells a la vall del Hudson.
En 1609 els comerciants holandesos havien establert llocs de comerç de pells als rius Hudson, Delaware i Connecticut, i la immigració europea va començar el 1614 amb colons neerlandesos, creant finalment la colònia dels Nous Països Baixos, amb capital a Nova Amsterdam. El 1626 el director de la colònia, Peter Minuit, va comprar l'illa de Manhattan als Lenape: segons la llegenda, la va pagar amb uns grans de vidre que tenien un valor de 24 dòlars. El lloc va ser rebatejat com Nova Amsterdam i es va especialitzar en el comerç de pells. La colònia el 1657 es va expandir mitjançant la conquesta de la colònia de Nova Suècia, centrada a la vall de Delaware però malgrat l'èxit comercial no va aconseguir atreure el mateix nivell d'assentament que les colònies angleses, i Nova Amsterdam va arribar a ser l'assentament colonial neerlandès més gran de l'Amèrica del Nord.
La rendició del Fort Amsterdam al Regne Unit el 1664 fou una de les raons de la Segona guerra Anglo-Holandesa. El 1664, el duc de York va rebre el control de les colònies angleses al nord del riu Delaware. Va crear la província de Nova York a partir de l'antic territori holandès i va rebatejar Nova Amsterdam com a Nova York. Els neerlandesos van reprendre-la el 1673, i el 1674, al final de la Segona guerra Anglo-Holandesa, pel tractat de Westminster els neerlandesos van guanyar el control de Surinam i, a canvi, els anglesos van passar a controlar Nova Amsterdam. Cap a l'any 1700 la població lenape s'havia reduït a 200 habitants.